# Лжемессия
Лжемесси́я — в авраамических религиях человек, объявивший себя Мессией, но таковым не являющийся.
Особенно известны «лжемессии» в иудаизме, где предсказан и ожидается приход Мошиаха, в христианстве, где ожидается Второе пришествие Иисуса Христа, и в исламе, где в судный день появится Масих.

## Лжемессии в еврейской истории
Надежды многих евреев были связаны с Бар-Кохбой, который объявил себя Мессией и в 131—135 годах повёл своих сторонников на вооружённое восстание против Рима. Многие мудрецы, в том числе и Рабби Акива, поддержали восстание и провозгласили Бар-Кохбу потенциальным Мессией. Восставшим удалось освободить Иерусалим, однако в конечном итоге восстание было жестоко подавлено императором Адрианом. Неудача восстания серьёзно пошатнула веру евреев в близкий приход Мессии. Тем не менее, согласно Маймониду, Бар-Кохба не являлся в полном смысле ложным Мессией, а скорее кандидатом на эту роль, не сумевшим её сыграть.
- «незадолго перед сим явился Февда, выдавая себя за кого-то великого, и к нему пристало около четырехсот человек; но он был убит, и все, которые слушались его, рассеялись и исчезли» (Деян. 5:36)
- «После него во время переписи явился Иуда Галилеянин и увлек за собою довольно народа; но он погиб, и все, которые слушались его, рассыпались» (Деян. 5:37)
- В XII веке явились под тем же самым названием не менее восьми или десяти обманщиков, которых поддерживали громадные массы иудеев. Некоторые из них были преданы публичной казни за обман.
- В 1137 году явился во Франции один из подобных обманщиков и с многими своими сообщниками был предан смерти.
- Являлись также лжемессии в 1138 году в Персии,
- В 1157 году в Кордове, в Испании. При последнем случае почти все евреи в Испании были перебиты.
- Примерно в 1160 году явился один лжемессия и маг в Персии, по имени Давид Алрой. Он говорил о себе, что внезапно может сделаться невидимым, — но был схвачен и предан смертной казни, между тем как иудеи были обложены тяжёлым налогом.
- В 1167 году явился лжемессия в стране Фец; в том же самом году один араб выдавал себя за мессию и творил ложные чудеса — он был обезглавлен.
- Вскоре после сего один иудей, живший по ту сторону р. Евфрата, назвал себя мессией и привлёк на свою сторону громадное число сообщников; но погиб также, как и его предшественники, в своём безумном предприятии.
- В 1176 году явился другой подобный же обманщик в Моравии, но его обман был изобличён, и сам он казнён.

Мессией ложно объявляли себя Шабтай Цви, Якоб Франк, Давид Реувени. В «Послании в Йемен» Рамбам приводит список известных ему ложных мессий, действовавших в Йемене, Ираке, Франции, Марокко, Испании и др.

## Лжемессия с точки зрения Христианства
Лжехристос — в христианской эсхатологии человек, выдающий себя за Мессию — Иисуса Христа.
Иисус Христос предостерегал своих учеников от появления лжепророков и лжехристов.

## Лжемессия с точки зрения Ислама
Даджжаль (араб. الدجّال‎ — обманщик) — одноглазый лжемессия — аналог антихриста в исламской традиции. Его появление, согласно исламскому вероучению, ознаменует те испытания, которые выпадут людям в конце времён перед Концом Света.